# Eduard Baumstark
Pour les articles homonymes, voir Baumstark.
Eduard Baumstark est un économiste allemand, né le 28 mars 1807 à Sinzheim (Grand-duché de Bade) et mort le 8 avril 1889. Il est le frère du philologue Anton Baumstark (1810-1876) et l’oncle de Reinhold (de), Hermann Baumstark (de).

## Biographie
Il fréquente d’abord le lycée de Rastatt, puis, de 1825 à 1828, l’université de Heidelberg, où il étudie le droit et les sciences économiques, et où il obtient ses diplômes. La dernière année, il y est accepté comme privatdozent en sciences économiques et administratives. Pendant ses études, il rejoint en 1825 la Alte Heidelberger Burschenschaft (de).
Appelé en 1828 comme maître de conférences à l'université de Greifswald, il devient professeur l’année suivante et l’un des directeurs de l’Académie royale d'État et d'agriculture d'Eldena (de). Il se marie le 14 juillet 1838 à Heidelberg avec Emilie Pikford. En 1843 il est nommé professeur titulaire à Greifswald, ainsi que directeur général de l’académie des sciences économiques d’Eldena, qui est supprimée en 1876.
Les évènements de 1848 l’appellent sur la scène politique. Nommé membre de l’Assemblée nationale prussienne, il y devient un des membres les plus influents de la droite, défendant les principes constitutionnels menacés. En 1849, il fait partie de la première chambre et y combat, de 1850 à 1852, la politique du ministère Manteuffel. En 1856, il est nommé conseiller privé du gouvernement (Geheimer Regierungsrat), et, à partir de 1859, il représente, comme membre du parti national libéral, l’université de Greifswald à la Chambre des seigneurs. Cette même année il est nommé membre du collège d’économie politique, et, pour l’année 1864, recteur de l’université de Greifswald.

## Ouvrages
En dehors de nombreux articles publiés dans Jahrbücher des staats- und landwirtschaftlichen Akademie Eldena, qu’il fonda, on peut citer de lui :
- Staatswissenschafliche Versuch über Staatskredit (Heidelberg 1833), traduit en français sous le titre Essais sur le crédit national ;
- Encyklopädie des Kameralwissenschaften (Heidelberg 1835), traduit en français sous le titre Encyclopédie des sciences économiques et administratives ;
- traduction en allemand de l’œuvre maîtresse de Ricardo Principles of Political Economy and Taxation, sous le titre : Grundgesetzen der Volkwirtschaft und der Besteuerung (Leipzig 1834) ;
- Volkwirtschaftliche Erläuterung (Leipzig 1838) ;
- Zur Einkommensteuerfrage (Greifswald 1850), traduit en français sous le titre : De la taxe sur les revenus ;
- Zur Geschichte der Arbeiten der Klassen (Greifswald 1853), traduit en français sous le titre Histoire des classes ouvrières ;
- Einleitung in das wissenschaftliche Studium der Landwirtschaft (Berlin 1858) ;
- Die königliche staats- und landwirtschaftliche Akademie Eldena (Berlin 1870).

Dans un tout autre ordre d’études, Baumstark a publié Bardale, revue des chants de tous les peuples du monde (Leipzig 1836) et Anton Friedrich Justus Thibaut (Leipzig 1841), dans lequel il expose ses idées sur la musique.

## Sources
- Angelo De Gubernatis, Dictionnaire international des écrivains du jour, Florence, L. Niccolai, 1891.
- Pierre Larousse, Grand Dictionnaire Universel du XIXe siècle